# Cattedrale dei Santi Pietro e Paolo (Pécs)
La cattedrale dei Santi Pietro e Paolo (in ungherese: Pécsi Szent Péter és Szent Pál Székesegyház) è la chiesa cattedrale della diocesi di Pécs, si trova nella città di Pécs, in Ungheria. 

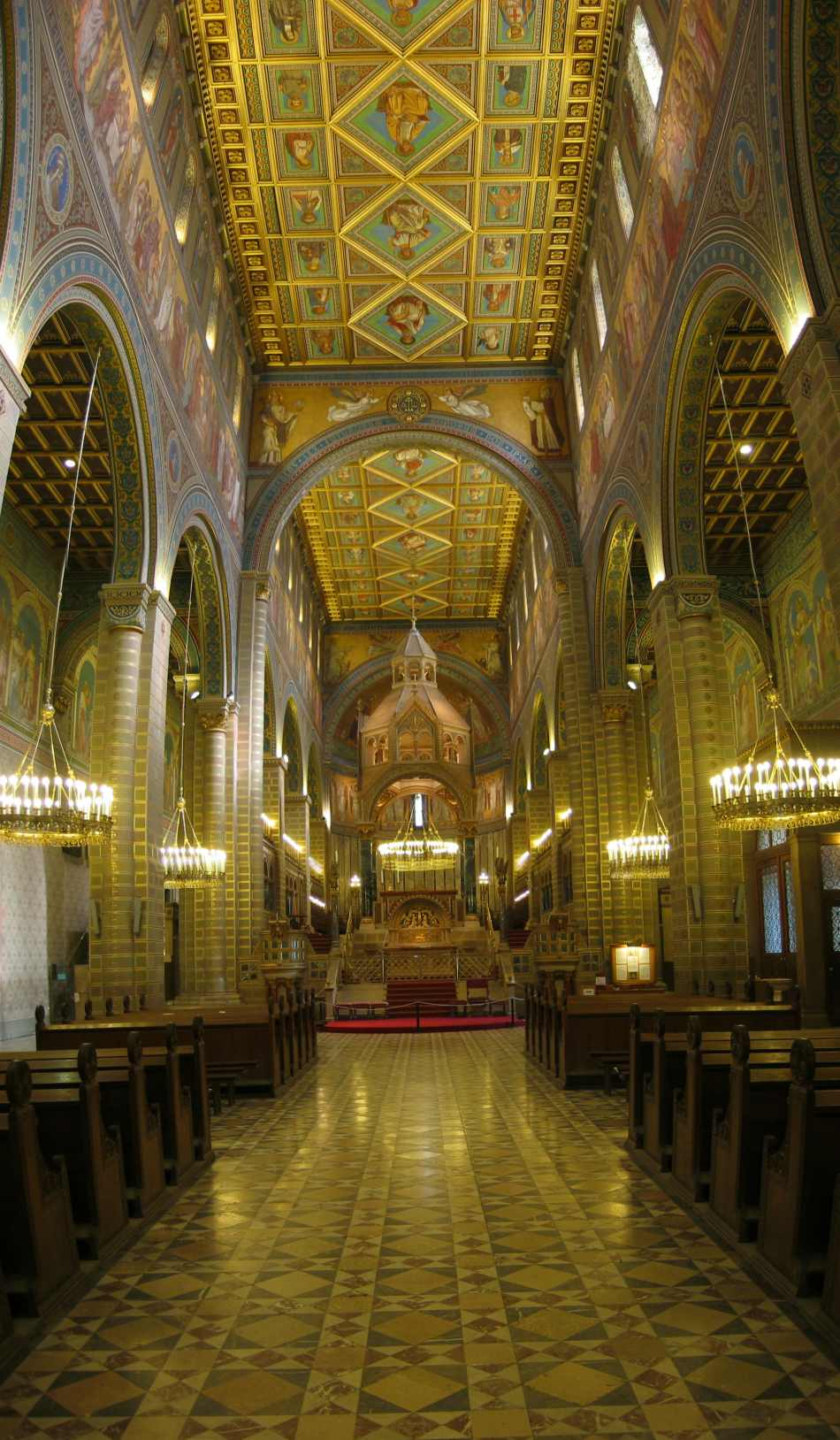
Interni della cattedrale di Pecs

## Storia
Le fondamenta della cattedrale di Pécs sono di epoca tardo romana, circa il IV secolo. Si ritiene che sul sito dell'odierna cattedrale sorgesse una basilica paleocristiana, ampliata verso ovest tra l'VIII ed il IX secolo. Sotto il regno di Stefano I, fu presa la decisione di modificare la costruzione e presumibilmente le due torri occidentali risalgono a questo periodo. Dopo un grande incendio del 1064 venne intrapresa la costruzione della basilica romanica, con la partecipazione di architetti italiani. Nel medioevo la chiesa fu ampliata con due torri e le cappelle gotiche laterali. Dopo i danni e il degrado dovuti all'occupazione turca (1543-1686) si tentò di restaurare l'edificio.
L'aspetto neo-romanica di oggi è frutto di interventi di ricostruzione tra il 1882 ed il 1891, condotti fedelmente ai piani della cattedrale originale dall'architetto viennese Friedrich von Schmidt. La lunghezza della chiesa è di 70 metri, la larghezza 22 metri, l'altezza delle torri di 60 metri.